# Giuseppe Berto
Pour les articles homonymes, voir Berto.
Giuseppe Berto (né le 27 décembre 1914 à Mogliano Veneto, dans la province de Trévise et mort le 1er novembre 1978  à Rome) est un écrivain italien du XXe siècle ainsi qu'un scénariste de cinéma.

## Filmographie

### Scénariste
- 1961 : Macaronis dans le désert (Pastasciutta nel deserto) de Carlo Ludovico Bragaglia
- 1975 : Salvo D'Acquisto de Romolo Guerrieri
- 1976 : Per amore de Mino Giarda